# Sasmuan
Sasmuan é um município de  quarta classe de renda municipal (d) na província A Pampanga, nas Filipinas. De acordo com o censo de 1 de maio  de  2020 possui uma população de 29 076 pessoas e 6 202 domicílios.